# Mamallapuram
Mamallapuram (in tamil: மகாபலிபுரம், nota anche come Mahabalipur, Mahabalipuram, Mahapalipuram) è una suddivisione dell'India, classificata come town panchayat, di 12.049 abitanti, situata nel distretto di Kanchipuram, nello stato federato del Tamil Nadu. In base al numero di abitanti la città rientra nella classe IV (da 10.000 a 19.999 persone).

## Geografia fisica
La città è situata a 12° 37' 35 N e 80° 10' 20 E e ha un'altitudine di 11 m s.l.m.. Città costiera, è situata circa 60 chilometri a sud di Chennai.

## Storia
Essa ha origine antichissime: già nel VII secolo era infatti un importante centro portuale della Dinastia Pallava. Si ritiene che il suo nome derivi da quello del sovrano dei Pallava Narasimhavarman I, detto Mamallan (cioè "grande lottatore"). Fra il VII e il IX secolo qui vennero edificati numerosi monumenti, che nel 1984 hanno valso alla città l'iscrizione nell'elenco dei Patrimoni dell'umanità dell'UNESCO.

## Monumenti e luoghi d'interesse

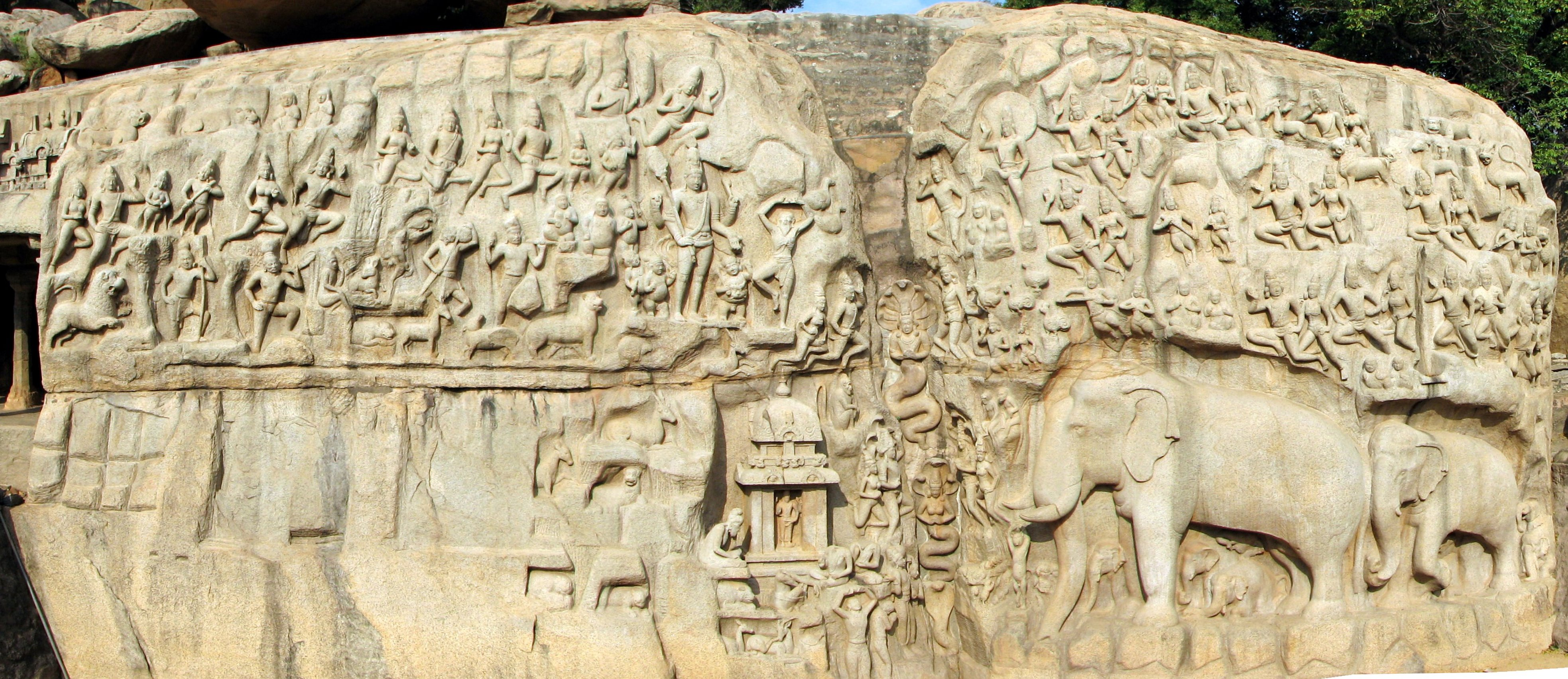
La discesa del Gange o la penitenza di Arjuna

I monumenti storici di Mahabalipuram sono in gran parte monolitici e scolpiti nella pietra e costituiscono il primo stadio dell'architettura dravidica in cui sono visibili elementi preminentemente buddhisti. Essi sono costituiti da templi scavati nella roccia, rathas monolitici (delle specie di carri), bassorilievi e veri e propri templi, con pilastri di ordine dravidico e sculture che costituiscono un notevole esempio di arte del periodo Pallava.
Alcuni studiosi sostengono che parte di questa area servisse come una sorta di scuola per giovani scultori: vi si trovano infatti alcune sculture non portate a termine, tutte rappresentanti lo stesso soggetto (come per esempio i pancha rathas) ma scolpiti in numerosi stili diversi, forse una dimostrazione pratica impartita dai maestri ai giovani allievi.

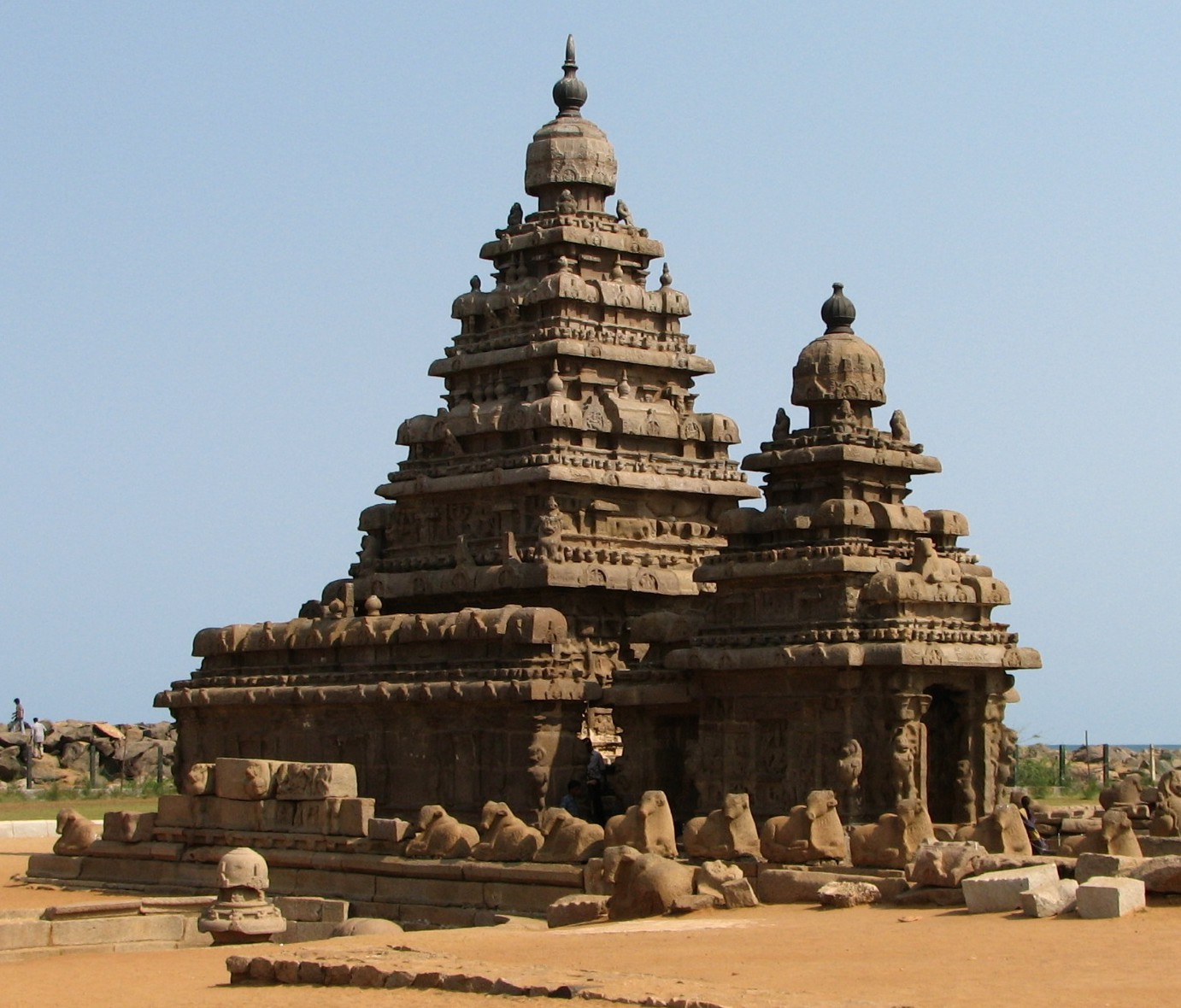
Il tempio della spiaggia, uno dei templi di Mahabalipuram

Alcune importanti strutture che si trovano a Mahabalipuram sono:
- Thirukadalmallai, un tempio dedicato al dio Visnù, costruito dai sovrani Pallava per proteggere la città dall'oceano. La credenza popolare riporta che dopo la costruzione di questo tempio le altre strutture si preservarono alla perfezione, senza subire corrosione da parte del mare.
- La Discesa del Gange, un enorme bassorilievo all'aperto che rappresenta la discesa della dea Ganga sulla terra, resa possibile dall'intervento di Shiva, che frappone la sua testa e i suoi capelli che la ordineranno in fiumi, tra l'immensa massa d'acqua e la terra stessa, impedendone la distruzione. Un sistema di cisterne pare rendesse possibile lo scorrere dell'acqua nella fenditura centrale del rilievo. Il bassorilievo viene detto anche, secondo una diversa interpretazione data alla sua iconografia, la Penitenza di Arjuna. In questo secondo caso illustrerebbe un episodio di uno dei più grandi poemi epici della letteratura induista, il Mahābhārata.
- La grotta di Varaha, un tempio scavato nella roccia risalente al VII secolo e dedicato ad uno degli avatar di Visnù.
- Il tempio della spiaggia, costruito sulle rive del golfo del Bengala ma con l'ingresso sul lato occidentale, lontano dal mare. Dopo che un ciclone lo spazzò via, la struttura venne ricostruita pietra su pietra.
- Pancha Rathas (i cinque carri), cinque strutture piramidali monolitiche che prendono il nome dai cinque figli di Pandava (Arjuna, Bhima, Yudhishtra, Nakula e Sahadeva) e dalla loro moglie Draupaudi. Un aspetto interessante dei rathas è che, nonostante le loro dimensioni, essi parrebbero siano stati scolpiti in un unico grande pezzo di pietra.

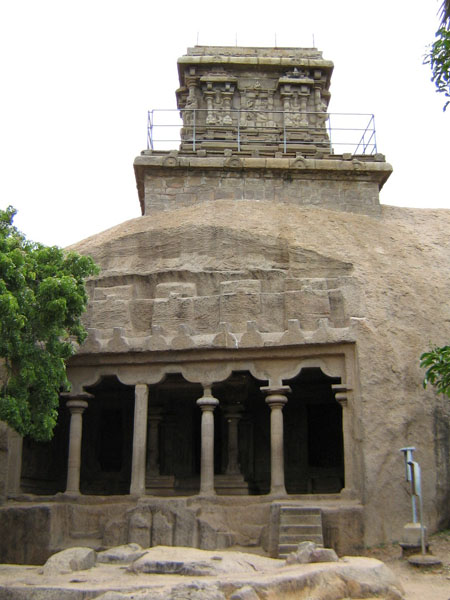
L'ingresso del tempio scavato nella roccia di Mahishasuramarthini

### La città sottomarina
Secondo un mito che dura da circa undici secoli, Mahabalipuram aveva sette pagode presso il mare. Le prime tracce nella letteratura occidentale di questa narrazione si hanno grazie a John Goldingham, un viaggiatore britannico che raggiunse la città nel 1798 e cui venne narrato questo fatto, anche se delle pagode non restava all'epoca traccia tranne che per quanto riguarda il Tempio della spiaggia, che dovrebbe essere una delle pagode.
In seguito al catastrofico Maremoto dell'Oceano Indiano del 26 dicembre 2004 e al conseguente tsunami è stata riportata alla luce un'antica città portuale con alcune rovine risalenti al VII secolo. Man mano che le acque si ritirarono, infatti, la loro forza si portò dietro una gran quantità di sabbia che da secoli ricopriva strutture rocciose e sculture rappresentanti animali, fra cui un'elaborata testa di elefante ed un cavallo alato. Sopra la testa dell'elefante si trova una piccola nicchia quadrata con una statua di una divinità. In un'altra struttura adiacente si può vedere una scultura rappresentante un leone. L'uso e lo stile di queste sculture di animali è consistente con altri templi e decorazioni del periodo Pallava compreso fra il VII e l'VIII secolo.
Alla luce di queste scoperte, il 17 febbraio 2005 la Soprintendenza archeologica indiana ha dato inizio alle esplorazioni subacquee al largo della costa per cercare di scoprire quanto queste rovine si estendano.

## Società

### Evoluzione demografica
Al censimento del 2001 la popolazione di Mamallapuram assommava a 12.049 persone, delle quali 6.266 maschi e 5.783 femmine. I bambini di età inferiore o uguale ai sei anni assommavano a 1.506, dei quali 768 maschi e 738 femmine. Infine, coloro che erano in grado di saper almeno leggere e scrivere erano 8.902, dei quali 5.110 maschi e 3.792 femmine.